# Humphrey Ludwig
Humphrey Ludwig (Wezep, 1966 - Parijs, 2011) was een Nederlandse auteur. Hij schreef vijf boeken (fictie en non-fictie), korte verhalen en gedichten, en was bekend van interviews in kranten en tijdschriften en vele optredens in radio- en televisieprogramma's, met name praatprogramma's en actualiteitenprogramma's.

## Levensloop

#### Afkomst en jeugd
Ludwig groeide voor een groot deel op in een arbeidersbuurt in Gorinchem. Hij was de jongste zoon van een Amsterdamse moeder en een Nederlands-Indische vader. Hij had een broer, die overleed op vijfjarige leeftijd, en twee zussen. Zijn vader was een beroepsmilitair, die zijn loopbaan begon bij het KNIL (Koninklijk Nederlands Indisch Leger) en gedurende de Japanse bezetting van Nederlands-Indië (1942-1945) als krijgsgevangene gedwongen werkte aan de beruchte Birma-spoorlijn in het huidige Thailand. Na de Tweede Wereldoorlog diende zijn vader bij de Gadjah Merah (Rode Olifant) Brigade, een elite-eenheid van het Nederlandse leger die een geduchte reputatie opbouwde tijdens de politionele acties in Indonesië, eind jaren veertig. Na zijn overplaatsing naar Nederland, diende hij bij de Koninklijke Landmacht en ontmoette zijn echtgenote, die werkte bij de Koninklijke Marine. Op negenjarige leeftijd verloor Humphrey Ludwig zijn vader, die overleed aan de gevolgen van kanker. Ludwig kwam uit een kunstzinnige en muzikale familie, die tevens veelal uit (ex)militairen bestond en waarin het beoefenen van vechtsporten al op jonge leeftijd begon. Zijn vader was naast militair ook kunstschilder en bespeelde diverse instrumenten, zijn moeder was een verdienstelijk zangeres. Ook had Humphrey een welgestelde, excentrieke oom, die de nodige invloed op hem heeft gehad.

#### Opleiding en scholing
Humphrey Ludwig beschikte volgens psychologen over een hoge intelligentie, die hem in staat had moeten stellen een universitaire opleiding te voltooien. Toch is het nooit zover gekomen. Hij genoot zijn lagereschooltijd grotendeels op de Jan van Arkelschool in Gorinchem. Daarna had hij een technische (mechanische techniek) en een havo opleiding doorlopen. Hij werd opgeleid tot metaalbewerker en lasser. Bij de Koninklijke Lucht- en Landmacht werd hij op de LETS (Luchtmacht Electronische en Technische School) geschoold tot specialist in wapens en munitie en werd getraind als scherpschutter. Al sinds zijn vroege jeugd beoefende Ludwig verschillende vechtsporten waaronder Wado Ryu Karate, Aikido en Kungfu, die hij aanvankelijk leerde van zijn neef, een vechtsportinstructeur, en later in zijn leven verdiepte hij zich ook in vechtmethoden zoals gebruikt door speciale militaire eenheden. Ook genoot hij een brandweeropleiding, training als reddingswerker en sportvlieger. Humphrey Ludwig was een wapenexpert en gecertificeerd voor het omgaan met explosieven. Hij sprak verscheidene talen.

#### Wetsovertreder
In 1992 werd Humphrey Ludwig gearresteerd voor de moord op zijn overspelige vrouw, die hij doodde met haar eigen wapen nadat ze hem met de dood had bedreigd, en overtreden van de wapenwet. Voor de moord op zijn vrouw werd Ludwig veroordeeld tot vijf jaar gevangenisstraf en tbs met dwangverpleging. Hij bracht drie jaar door in huizen van bewaring zoals De Schie, Noordsingel en Bijlmerbajes, waar hij tot inkeer kwam en besloot zijn leven te beteren. Daarna werd hij geplaatst in de zwaarbeveiligde Van Mesdagkliniek, een tbs-kliniek in Groningen.
In deze kliniek kreeg hij een relatie met een therapeute. Toen hij die relatie wilde beëindigen, werd hij door haar beschuldigd van gijzeling en poging tot moord tijdens een proefverlof met haar. De beschuldigingen bleken vals, de therapeute werd op non-actief gesteld, maar tegelijk probeerde de leiding van de kliniek Humphrey monddood te maken. Humphrey zwichtte niet voor bedreigingen en intimidatie door andere therapeuten en bleef beklag indienen. 
Uiteindelijk kwam er een onderzoek waarna de Inspectie voor de Gezondheidszorg de Rijksrecherche inschakelde. Het onderzoek dat gedaan werd door zedenpolitie en Rijksrecherche, in 1999, legde de talloze misstanden in de Van Mesdagkliniek bloot. Humphrey Ludwig werd, samen met een andere patiënt, door kliniekpersoneel opgepakt en uit de Van Mesdagkliniek verwijderd nadat hij contact had gezocht met de media, die berichtte over de corruptie en misstanden binnen de kliniek. Dat kon echter niet voorkomen dat de acties van Ludwig een kettingreactie veroorzaakten waardoor meerdere tbs-klinieken kritiek kregen en de maatschappelijke discussie over tbs, voorgoed veranderde.
Na anderhalf jaar te hebben doorgebracht in een selectie-kliniek in Utrecht, waar hij begon met het schrijven van Onder Dwang, werd hij versneld op vrije voeten gesteld omdat er geen redenen meer bleken te zijn voor een tbs-behandeling. Uiteindelijk kwam hij via Kampen en Alkmaar in Amsterdam terecht.
Na zijn vrijlating leidde Humphrey Ludwig een losbandig, hedonistisch leven en teerde op erfenissen en opbrengst van zijn boeken. Voor zover bekend bij justitie had hij sinds 1992 geen misdrijven, of zelfs maar kleine overtredingen, meer gepleegd. Maar naast zijn wilde uitspattingen bleef hij zich inzetten voor hervorming van het tbs-systeem en werkte, naast het geven van interviews en voorlichting, samen met stichtingen.
Over zijn relaties is bekend dat hij een voorkeur had voor sterke, intelligente vrouwen en zijn verleden leek geen negatieve invloed gehad te hebben op zijn liefdesleven. De zeer geëmancipeerde Humphrey Ludwig zou sinds 2001 relaties hebben gehad met onder meer een bekende kunstenares, een rockzangeres en een vrouwelijke kickbokser, en had veel lesbische vrouwen in zijn vriendenkring.
In 2005 raakte Ludwig gewond bij een auto-ongeluk, maar herstelde weer. Sinds 2005 had hij een relatie met een elf jaar jongere juriste. Hij reisde veel en verbleef daarnaast regelmatig in Madrid, Barcelona, Brussel, Antwerpen en een vakantiehuis in Thailand. Eind 2010 vertrok Humphrey Ludwig naar Quartier Latin in Parijs, Frankrijk, waar hij overleed.

## Werk

#### Gewoon Vrienden (fictie)
In de Van Mesdagkliniek schreef hij zijn eerste roman, over een ex-alcoholist die worstelt met zijn liefde voor een jeugdvriendin. Uit het verhaal bleek een bijna naïef geloof in ware liefde van de schrijver en een afkeer van het burgerlijke leven.

#### Onder Dwang
In 2001 schreef hij samen met journalist Rick Blom het boek Onder dwang, over de praktijk van het Nederlandse systeem van terbeschikkingstelling (tbs). Dit boek legde voor het eerst bloot hoe het eraan toe ging binnen de muren van een tbs-kliniek. Het leidde tot veel media-aandacht omdat het een totaal ander beeld gaf van een tbs-behandeling dan men in de samenleving altijd voor ogen had, en Humphrey Ludwig, die eigenlijk helemaal niet van publiciteit hield, verscheen regelmatig in de media met interviews. De onthullingen die hij deed hebben veel negatieve reacties uitgelokt bij personeel van tbs-klinieken, die altijd hebben ontkend dat er iets mis is aan het systeem van tbs.

#### Mijn vader in zwart-wit
In 2002 publiceerde Humphrey Ludwig het boek Mijn vader in zwart-wit, over zijn vader die als krijgsgevangene werkte aan de Birma-spoorweg en diende bij een Nederlandse elite-eenheid tijdens de politionele acties in Nederlands-Indië. In het boek reist hij naar Thailand en onderzoekt het verleden van zijn vader en zijn relatie met hem. Met dit boek (literaire non-fictie), dat hij in korte tijd schreef, bewees hij zich voor het eerst echt als schrijver.
In 2004 schreef hij het manuscript voor een roman met onbekende titel. Duidelijk geïnspireerd door de spirituele kant van Ludwig, gaat het verhaal over een tienerjongen die ontspoort na de scheiding van zijn ouders, waarna hij wordt belaagd door de duivel in de vorm van een andere tiener. Hij wordt verliefd op een gothic-meisje dat een engel blijkt, gestuurd om hem te beschermen. Het duistere verhaal met zeer gewelddadige scènes, lijkt qua vorm en stijl voorwerk geweest voor het latere non-fictie werk Veroordeeld.

#### Eat your enemy
In 2005 debuteerde Humphrey Ludwig in de documentairefilm Eat your enemy van regisseur Eline Flipse. De film is een filosofische zoektocht naar oorsprong en oorzaken van geweld, waarin Ludwig fungeert als verteller. De film werd o.a. vertoond op het filmfestival in Rotterdam.

#### Veroordeeld
In 2010 verscheen van zijn hand de bestseller Veroordeeld, een autobiografisch verhaal met als spil de moord op zijn ex-vrouw. Na beschrijving van zijn jeugd en relatie met Anita (zijn ex-vrouw) ontaardt het verhaal al snel in geweld, intrige en overspel. Ludwig slaagt er niet in om zich te bevrijden uit de perverse relatie met de overspelige Anita en zoekt toevlucht bij jeugdvriendin Barbara. De situatie escaleert en loopt uit op moord. Na beschrijving van zijn tijd in de gevangenis en rehabilitatie, focust het verhaal op Marina, een psychopate die als therapeute werkt in de Van Mesdagkliniek. Onder meer gebaseerd op een dossier van de rijksrecherche, beschrijft Ludwig zijn relatie met Marina.
Eigenlijk is dit boek, niet zonder filosofische inslag, een voortvloeisel van zijn optreden in Eat your enemy. In dit boek beschrijft hij met name de psychologische kant van een dader, zichzelf als voorbeeld gebruikend, het strafverloop en de misstanden in de Van Mesdagkliniek. Het boek is onder meer uniek omdat het als eerste een gedetailleerde beschrijving geeft van een relatie tussen een therapeute en een patiënt binnen een tbs-kliniek. Verder lijkt het geschreven als aanklacht tegen de hypocrisie rondom geweld en een te soepel strafsysteem. De rauwe, plastische geweldsscènes in het boek laten elke romantiek rondom geweld verdwijnen maar domineren dusdanig dat de diepere lagen van het verhaal wat op de achtergrond gedrukt worden.

#### Hervorming
Sinds het uitbrengen van Onder dwang in 2001, behoorde Ludwig tot een stroming binnen de samenleving die pleit voor sterke hervorming van het tbs-systeem in Nederland. Tot deze stroming behoren onder anderen ook forensisch psychiater Willem Derks en professor forensische psychologie Corine de Ruiter. Vooral de willekeur, de onzorgvuldigheid, en de ineffectiviteit van het tbs-systeem zijn onderwerp van kritiek. Het recidive-percentage van tbs-gestelden in Nederland bedraagt minimaal 69,5%.
Ludwig gold door zijn unieke ervaring en dossierkennis als deskundige aangaande tbs en gaf ook voorlichting en lezingen op scholen en universiteiten.